# Johannes Haller

Johannes Haller als Gießener Professor im Jahre 1904

Johannes Haller (* 16. Oktober 1865 in Keinis, Gouvernement Estland, Russisches Kaiserreich; † 24. Dezember 1947 in Tübingen) war ein deutscher Historiker, der vor allem das Spätmittelalter erforschte. Als ordentlicher Professor für Mittlere Geschichte lehrte er an den Universitäten Marburg (1904), Gießen (1904–1913) und Tübingen (1913–1932).
Durch den Beginn des Ersten Weltkrieges wandelte er sich von einem aristokratisch fühlenden und zunächst national-sozial eingestellten Liberalen zu einem konservativen Deutschnationalen. Sein Einsatz in der Kriegspublizistik steigerte seine Bekanntheit und brachte ihm Kontakte zur politischen und militärischen Führung ein. Haller galt als Russlandexperte und war Vertreter eines „Siegfriedens“. Die Weimarer Republik lehnte er entschieden ab. Ab 1932 setzte er für kurze Zeit seine Hoffnungen auf den Nationalsozialismus. Seine Beziehungen zum NS-Regime ab 1933 waren durch eine starke Ambivalenz geprägt. Die militärischen Erfolge begrüßte er bis 1940, die NS-Wissenschafts- und Kirchenpolitik lehnte er jedoch von vornherein ab.
Haller galt als Spezialist der mittelalterlichen Papst- und Kirchengeschichte. Mit seiner umfangreichen Edition von Quellen zum Konzil von Basel leistete er einen wertvollen Beitrag zur Erforschung der Konzilsgeschichte. Durch seine allgemeinen Darstellungen wie die Epochen der deutschen Geschichte oder Tausend Jahre deutsch-französischer Beziehungen sowie Arbeiten zur Zeitgeschichte (Die Ära Bülow, Aus dem Leben des Fürsten Philipp zu Eulenburg-Hertefeld) gehörte er zu den meistgelesenen und bekanntesten Historikern seiner Zeit. Seine Arbeiten prägten bis in die 1970er Jahre maßgeblich das Mittelalterbild in Forschung und Gesellschaft. Mit der mehrbändigen Darstellung Das Papsttum. Idee und Wirklichkeit legte er ein monumentales Alterswerk vor. Zugleich machten ihn sein als schwierig empfundener Charakter und seine Neigung zur Polemik zu einem Außenseiter in der Geschichtswissenschaft.

## Leben

### Herkunft und Jugend
Johannes Haller wurde 1865 in Keinis auf der zu Estland gehörenden Insel Dagö geboren. Das Gouvernement Estland war zur damaligen Zeit eine russische Provinz. Haller war der Sohn des lutherischen Pastors Anton Haller (1833–1905), der als lutherischer Geistlicher zunächst Pastor in Keinis, ab 1875 in Reval und dort von 1886 bis 1889 Stadtsuperintendent war. Anton Haller war in zweiter Ehe mit Amalie Sacken (1838–1899) verheiratet. Nach Hallers Lebenserinnerungen war das Baltikum eine „ständisch-gegliederte, aristokratisch-liberale“ Gesellschaft. Seine Herkunft aus der protestantisch-aristokratischen Welt der Deutsch-Balten trug dazu bei, dass er zeitlebens Parlamentarismus und Demokratie skeptisch gegenüberstand.
Aus der Ehe zwischen Anton und Amalie gingen sieben Kinder hervor, darunter Johannes Haller. Er verbrachte die ersten zehn Jahre auf der Insel, auf der das Leben nach seiner Darstellung von „Einsamkeit und Weltabgeschiedenheit“ bestimmt war und zugleich ein Auskommen zwischen Esten und Deutschen erforderlich machte. Von 1876 bis 1883 besuchte Haller die Revaler Domschule. Seit seiner Jugend war er gesundheitlich beeinträchtigt; anscheinend litt er an Gelenkrheumatismus. Die prekäre gesundheitliche Verfassung und der väterliche Wille veranlassten ihn, von einer Laufbahn als Musiker abzusehen. Sein Vater setzte durch, dass Haller ein Geschichtsstudium aufnahm.

### Studienjahre in Dorpat (1883–1888)

Johannes Haller als Dorpater Student im März 1884

Von 1883 bis 1888 absolvierte Haller das Studium der Geschichte an der Kaiserlichen Universität Dorpat. Er wollte sich nach dem Studium als Oberlehrer im Baltikum niederlassen. In einem Brief vom September 1883 an seine Halbschwester Helene beklagte er sich darüber, keine Bekanntschaften unter den Studenten machen zu können. Nach seiner Ansicht bestand die Studentenschaft nur aus „Nullen“ und „Corporellen“. Wenig später wurde Haller selbst Mitglied der Baltischen Corporation Estonia Dorpat und konnte so erstmals Freundschaften schließen. Sein Vater warf ihm angesichts der neuen Kontakte vor, seine akademischen Pflichten zu vernachlässigen.
Seine beiden wichtigsten Lehrer waren der Neuzeithistoriker Alexander Brückner und der Mediävist Richard Hausmann. Die „Candidatenschrift“, eine Arbeit, die zusätzlich zu den wissenschaftlichen Prüfungen anzufertigen war, verfasste Haller bei Brückner über die Umstände und Intrigen, die nach dem Tod Peters I. zur Thronbesteigung Katharinas I. von Russland führten. Die Arbeit wurde 1890 in der Zeitschrift Russische Revue veröffentlicht.

### Auswanderung in das Deutsche Reich (Herbst 1890)
Hallers Studium fiel in die Zeit, als der Einfluss des Deutschbaltentums im Zuge der „Russifizierung“ abnahm. Haller fühlte sich nicht nur Esten und Letten, sondern auch Russen kulturell überlegen. Die Deutschbalten sahen sich von den Russifizierungsmaßnahmen besonders hart getroffen. Für Haller war es eine „moralische Unmöglichkeit“, auf Russisch unterrichten zu müssen. Seine Erfahrungen im Baltikum ließen ihn zu der Überzeugung gelangen, dass die Deutschen zu den führenden Kulturvölkern der Welt gehörten. Nach zweijähriger Tätigkeit als Hauslehrer verließ Haller im Herbst 1890 mit Hilfe eines Reisestipendiums der Estonia seine baltische Heimat und wanderte in das Deutsche Reich aus. Nach Hans-Erich Volkmann zeichnete ihn zu diesem Zeitpunkt eine „tiefwurzelnde deutschnationale und spezifische großdeutsche Gesinnung“ aus. Von einigen Kurzbesuchen abgesehen kehrte Haller nicht mehr in seine Heimat zurück.

### Studienjahre in Berlin und Heidelberg (1890–1892)
Im Herbst 1890 setzte Haller an der Friedrich-Wilhelms-Universität Berlin sein Studium der Geschichte fort. In Deutschland fühlte er sich ausgesprochen unwohl. Hans-Erich Volkmann zufolge litt er „sichtlich unter der unvollendet gebliebenen großdeutschen Reichsidee, die zeitlebens sein wissenschaftliches wie politisches Leitmotiv blieb“. Von Berlin zeigte Haller sich wenig begeistert. Dort hatte er Schwierigkeiten, soziale Kontakte aufzubauen. Dies führte er in einem Brief an seine Halbschwester Helene auf die „Zugeknöpftheit“ nicht nur der Berliner, sondern auch der in Berlin lebenden Deutschbalten zurück. Selbst die Treffen der deutschbaltischen Auswanderer, bei denen er den Theologen Adolf Harnack kennenlernte, besuchte er nach kurzer Zeit nicht mehr. Auch das politische Leben Berlins sagte ihm nicht zu. Haller besuchte die Gründungssitzung des Allgemeinen deutschen Verbandes, die er als nichtssagende, aus „Musik, Bier, Reden und angesäuselten Reichstagspräsidenten“ zusammengesetzte Veranstaltung wahrnahm. Noch befremdlicher war für Haller, dass schon Ende 1890 in Berlin niemand mehr dem in diesem Jahr abgelösten langjährigen Reichskanzler Otto von Bismarck nachtrauerte. Nach Hallers Darstellung wurde Bismarck im Baltikum als „staatsmännisches Genie“ bewundert.
Berlin war für Haller ein „scheußliches Nest“. Seine Bewunderung Bismarcks führte ihn nicht zu einer Verehrung Preußens, vielmehr war Preußen für ihn ein „vergangenheitsloser Barbarenstaat“ und „im Grunde doch nur ein blankgeputztes Rußland“. In Berlin verbrachte Haller lediglich ein Semester. Der Süden Deutschlands gefiel ihm deutlich besser. Für zwei Semester ging er nach Heidelberg. Forschungsaufenthalte für seine Dissertation führten ihn nach Wolfenbüttel, Göttingen, Augsburg und München. Im Dezember 1891 wurde er in Heidelberg bei Bernhard Erdmannsdörffer mit der Arbeit Die deutsche Publizistik in den Jahren 1668–1674 promoviert. Die Arbeit mit dem Untertitel „Ein Beitrag zur Geschichte der Raubkriege Ludwig XIV.“ wurde 1892 veröffentlicht. Für Hallers weitere wissenschaftliche Laufbahn spielte die Dissertation keine größere Rolle. Er befasste sich weder mit der Flugschriftenliteratur noch mit der Epoche der Frühen Neuzeit. Die Arbeit belegt aber sein frühes Interesse an den deutsch-französischen Beziehungen.

### Tätigkeit in Rom (1892–1897)
Anfang März 1892 ging Haller auf Rat seines Doktorvaters nach Rom, da sich möglicherweise am Preußischen Historischen Institut eine dauerhafte Beschäftigung finden lasse. In Rom wollte Haller vor allem über das Konzil von Basel arbeiten. In den ersten Monaten widmete er sich der Konzilsforschung. Im November 1892 wurde er als Hilfsarbeiter des Königlich Preußischen Historischen Instituts in Rom angestellt. In den folgenden Jahren bearbeitete er vor allem das Repertorium Germanicum. Im Jahre 1896 hatte ihn jedoch das Editionsgeschäft so sehr entmutigt, dass er überlegte, seine Arbeit sowohl in Rom als auch an der Konzilsedition ganz einzustellen und in den Journalismus zu wechseln. Auf die geplante Einstellung des Projektes mit der Veröffentlichung des ersten Bandes reagierte Haller mit seiner Kündigung zum 1. April 1897. Der Basler Archivar Rudolf Wackernagel bot ihm daraufhin für drei Jahre die Mitarbeit am Basler Urkundenbuch und die Perspektive auf eine Habilitation an der Universität Basel an.

### Jahre in Basel (1897–1901)
An der Universität Basel erfolgte im Sommer 1897 seine Habilitation über das Konzil von Basel. Unklar ist allerdings, welche Arbeit als Habilitationsleistung anerkannt worden ist. In Basel war Haller als Privatdozent tätig. Dort gehörte der Historiker Eduard Fueter zu seinen Schülern. Haller lernte dort auch Fueters Schwester Elisabeth kennen, die später seine Frau wurde. Sie stammte aus einer angesehenen bürgerlichen Familie und war die Cousine des Historikers Matthias Gelzer.
Haller arbeitete für die Historische und Antiquarische Gesellschaft zu Basel am Basler Urkundenbuch. Im Jahr 1899 erschien dessen von ihm bearbeiteter Band 7, der die Zeit von 1301 bis 1522 umfasst. Zudem arbeitete er an der Edition der Quellen des Konzils. In den Jahren 1897 und 1900 erschienen zwei weitere Quellenbände des Concilium Basiliense. Außerdem war Haller angesichts seiner finanziell angespannten Situation auch als Journalist tätig. Er schrieb regelmäßig Berichte für die protestantisch-konservative Allgemeine Schweizer Zeitung. An Hallers Artikeln aus dieser Zeit machte sein Biograph Benjamin Hasselhorn eine „liberale Grundpräferenz“ aus. Sie behandeln die von der preußischen Regierung angeordnete Ausweisung dänischer Dienstboten aus Nordschleswig, den Burenkrieg oder die russisch-deutschen Beziehungen. Haller äußerte sich hier auch das einzige Mal öffentlich zum Antisemitismus. In seinem im September 1898 erschienenen Bericht über den zweiten Internationalen Zionistenkongress nannte er den Antisemitismus eine „Giftpflanze“. Haller unterschied zwischen älteren Varianten der Judenfeindschaft und dem modernen Antisemitismus. In seinen privaten Briefen stimmte er nach Benjamin Hasselhorn hingegen mit den zeitgenössischen antijüdischen Vorurteilen überein. In einem Brief vom November 1901 an seinen Freund Ferdinand Wagner bekannte er, dass er in der Medizin „strenger Antisemit“ sei, denn: „Dem Juden ist alles Geschäft, auch die Krankheit des Nächsten, was nicht ausschließt, daß es viele Christen ebenso machen“. In seinen Lebenserinnerungen hingegen behauptete er, „niemals Antisemit“ gewesen zu sein.
Tief beeindruckt war Haller von der Begegnung mit Julius von Eckardt, der von 1897 bis 1900 deutscher Generalkonsul in Basel war und ebenfalls aus dem Baltikum stammte. Ebenfalls prägend war für ihn die Bekanntschaft mit dem Kirchenhistoriker Franz Overbeck. Mit ihm diskutierte er theologische und kirchengeschichtliche Themen. Haller war mit seiner Lebenssituation in Basel dennoch nicht zufrieden. Am Ende seiner dreijährigen Tätigkeit für die Historische und Antiquarische Gesellschaft zu Basel hatte er weder die Perspektive auf eine Fortsetzung der Arbeit noch auf eine universitäre Anstellung. Die Arbeiten als Journalist konnten ihm kein ausreichendes Einkommen sichern. Seine Lehrveranstaltungen wurden kaum besucht. Durch die ausbleibenden Hörergelder blieb seine finanzielle Situation angespannt. Sein gutes Verhältnis zu Wackernagel endete im April 1900, als er ihm in einem Brief an Elisabeth Wackernagel-Burckhardt Vorhaltungen machte und seine Entscheidung für Basel als persönlichen Rückschritt bewertete. Ein im Jahr 1900 unterbreitetes Angebot eines Zweijahresvertrags bei der Zeitung lehnte Haller ab, da er befürchtete, eine Annahme des Angebots würde zugleich das Ende seiner akademischen Laufbahn bedeuten. Er wandte sich stattdessen im Januar 1900 brieflich an Max Lenz und fragte, ob er für die Bearbeitung der päpstlichen Kameralakten des 14. und 15. Jahrhunderts einen Forschungsauftrag von der Preußischen Akademie der Wissenschaften erhalten könne. Da ein Bezug zu Preußen fehlte, konnte dieses Vorhaben nicht verwirklicht werden. Immerhin erhielt Haller zum April 1901 eine Anstellung als Bibliothekar am Preußischen Historischen Institut in Rom.

### Zweiter Aufenthalt in Rom (1901–1902)
In Basel hatte Haller seine Leidenschaft für Italien entdeckt. An seinen Freund Ferdinand Wagner schrieb er im Juli 1901, dass er sich in Rom heimischer fühle als irgendwo sonst in der Welt. Ende Juni 1902 setzte ein intensiver Briefwechsel zwischen Paul Fridolin Kehr und Haller ein. Haller unterstützte Kehrs Streben nach der Institutsleitung in Rom: In einer im September 1902 verfassten Denkschrift über das Königliche Preußische Institut äußerte er Vorbehalte gegen dessen amtierenden Leiter Aloys Schulte und empfahl Kehr als Nachfolger. Kehr wollte Haller 1902 für einen historischen Außenposten in Paris gewinnen und dort mit der „Gallia Pontificia“ betrauen. Dabei sollten die vor Innozenz III. ausgestellten früh- und hochmittelalterlichen Papsturkunden erschlossen werden. Im Oktober 1903 wurde Kehr neuer Direktor des Historischen Instituts in Rom. Zwischen ihm und Haller kam es jedoch zu Differenzen, da er sich weigerte, Hallers Wunsch nach einer nicht weisungsgebundenen Stelle zu erfüllen. Dadurch kam es fast zu einem Bruch der Beziehung. Nach 1903 verringerte sich der Kontakt zwischen den beiden Gelehrten deutlich.

### Marburger Jahre (1902–1904)
Im August 1902 verschaffte ihm Friedrich Althoff, der einflussreiche Leiter der Abteilung Hochschulwesen im Preußischen Kultusministerium, gegen den Willen der Fakultät eine außerordentliche Professur in Marburg. Infolge dieser Weichenstellung scheiterten die Pläne zur Gründung einer Außenstelle in Paris endgültig. Die Sondierungen dazu werden heute in die Vorgeschichte zur Gründung des Deutschen Historischen Instituts in Paris eingeordnet. Haller zeigte sich mit seiner Lebenssituation nach dem ersten Jahr in Marburg zufrieden. Er hatte endlich ein für sich passendes Betätigungsfeld gefunden. Im März 1904 wurde sein Extraordinariat in eine ordentliche Professur umgewandelt, seine Vorlesungen waren gut besucht, aber es kam zu Differenzen mit seinen Marburger Kollegen. Mit Goswin von der Ropp und Conrad Varrentrapp, die ihren Schwerpunkt in der mittleren und neueren Geschichte hatten, trat Haller in der Lehre in Konkurrenz, obwohl sein eigentlicher Zuständigkeitsbereich die Hilfswissenschaften waren.
Im August 1904 heiratete er Elisabeth Fueter. Wenige Monate später nahm er einen im Oktober 1904 erhaltenen Ruf an die Universität Gießen an, da er dort die gesamte Breite der mittelalterlichen Geschichte lehren konnte.

### Gießener Jahre (1904–1913)
In Gießen trat er im Wintersemester 1904/05 als ordentlicher Professor für mittelalterliche Geschichte die Nachfolge des verstorbenen Konstantin Höhlbaum an. An seiner neuen Wirkungsstätte konzentrierte sich Haller vor allem auf seine weitere Ausbildung als Gelehrter. An der Universität Gießen erwarb er sich bleibende Verdienste durch den Ausbau der Bibliothek des Historischen Seminars und die Anschaffung der Monumenta Germaniae Historica, einer grundlegenden mittelalterlichen Quellensammlung. In dieser Zeit unternahm er nur wenige politische Aktivitäten. Er engagierte sich als Sprecher für Gießen im „Ausschuss für die Unterstützung der notleidenden Deutschen Rußlands“. Für die „deutsche Kolonie“ an der Ostsee warb Haller in einem Vortrag vom Januar 1906 um reichsdeutsche Unterstützung. Er war Festredner am 29. Juli 1905 zur Grundsteinlegung des Bismarckturmes der Gießener Studentenschaft.

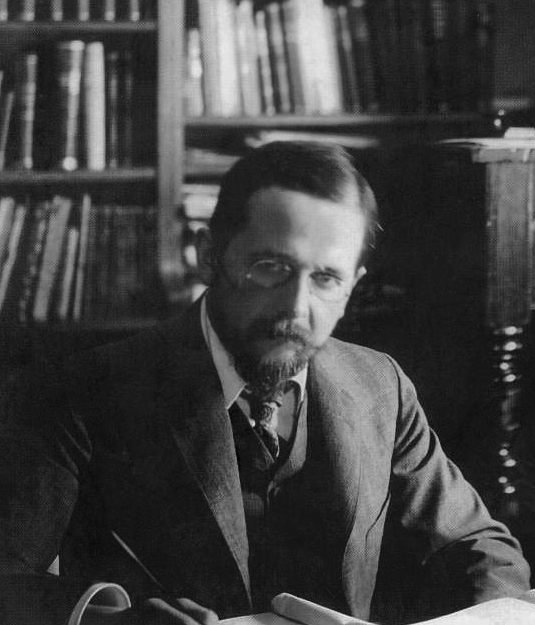
Karl Hampe in Heidelberg im Jahr 1913

In Gießen kamen die vier Kinder (1906, 1908, 1909 und 1911) aus der Ehe mit Elisabeth Fueter zur Welt. Im Dezember 1905 starb Hallers Vater. Damit endete zugleich die Korrespondenz mit seinem wichtigsten Briefpartner. Gegenüber seinem Vater hatte Haller in Briefen die eigenen Lebensentscheidungen geschildert und gerechtfertigt. Der Aufbau seiner Familie und der Tod des Vaters vergrößerten die fachliche Isolation. Briefe an Fachkollegen sind aus dieser Zeit kaum vorhanden. Mit Karl Hampe tauschte Haller einige Briefe aus. Unterschiedliche Beurteilungen des Sturzes Heinrichs des Löwen führten jedoch zum Abbruch ihres Briefkontaktes. Nach Hallers Neudeutung spielten bei Heinrichs Entmachtung Emotionen der Akteure eine wesentliche Rolle, während Hampe meinte, zumindest bei Friedrich Barbarossa seien nicht „Regungen der Leidenschaft“, sondern „staatsmännische Erwägungen“ maßgeblich gewesen. Hampe lehnte Hallers „einseitige, schlechthin alles auf das persönliche Gebiet hinausspielende und für den Kaiser höchst ungünstige Zuspitzung der Dinge“ ab.

### Tübinger Jahre (1913–1932)
Im Sommersemester 1913 wechselte Haller als Nachfolger von Walter Goetz auf den Tübinger Lehrstuhl für mittelalterliche Geschichte. Dort blieb er bis zu seiner Emeritierung 1932. Eine Teilnahme am Ersten Weltkrieg kam für den 49-jährigen Haller schon aus gesundheitlichen Gründen nicht in Betracht. Auch seine noch nicht volljährigen Söhne nahmen am Krieg nicht teil. Unmittelbar nach der Kriegserklärung des Deutschen Reiches an Russland unterbreitete Haller dem württembergischen Ministerpräsidenten seine Bereitschaft zu freiwilliger Mitarbeit in der Kriegspublizistik. Auf diesem Gebiet entfaltete er durch Vorträge und Veröffentlichungen eine umfangreiche Tätigkeit.
Haller war bis zum Frühjahr 1918 ein Verfechter des Siegfriedens. Für das akademische Jahr 1918/19 wurde er zum Rektor der Universität gewählt. In dieser Funktion hielt er vor den aus dem Krieg heimkehrenden Studenten die Rede „Von Tod und Auferstehung der deutschen Nation“. Dabei begrüßte er die Heimkehrer mit den Worten: „Die Heimat hat euch von hinten erdolcht“. Der Tübinger Historiker Dieter Langewiesche sieht in dieser Rede ein Lehrbeispiel für die Ideenwelt einer Gruppe von Professoren, die den Untergang der Monarchie in Deutschland nicht verwanden.
Haller vertrat die Dolchstoßlegende, die besagt, dass das im Felde unbesiegte Heer durch „Verrat“ im Inland zu Fall gebracht worden sei. Noch Ende März 1919 befürchtete er, seinen Lehrstuhl zu verlieren und verhaftet zu werden. Die „sogen. Regierung“ von Friedrich Ebert und Philipp Scheidemann bezichtigte er der Errichtung eines „System[s] der Lüge“. Er sympathisierte mit der Deutschnationalen Volkspartei (DNVP) und trat auf deren Parteitag in München als Gast auf. Eine aktive Mitarbeit in der Partei kam jedoch nicht zustande. Parlamentarismus und Demokratie lehnte er seit den Kriegsjahren und nach 1918 als „westliche“ Ideen ab. Seine Vorlesungen nutzte er vielfach, um sich gegen die Republik auszusprechen. Nach den von Heribert Müller ausgewerteten Erinnerungen seiner Schüler, wie etwa Theodor Eschenburg und Kurt Georg Kiesinger, führte Haller die Republik in seinen Vorlesungen geradezu vor. Der aggressive und apodiktische Stil seiner Vorlesungen machte ihn für Heribert Müller zu einem „Tübinger Treitschke“. Für die Demokratie empfand Haller nichts als „Ekel“. An seiner Verachtung der Weimarer Demokratie hielt er bis ins hohe Alter fest. Für Georg G. Iggers gehörte Haller mit Erich Marcks, Dietrich Schäfer und Adalbert Wahl zu den bekanntesten Vertretern der ultranationalistischen, expansionistischen, antidemokratischen Richtung in der Weimarer Republik.
Die ersten Jahre der Weimarer Republik befasste sich der Mediävist Haller mit der unmittelbaren Zeitgeschichte. Innerhalb kurzer Zeit erschienen seine Bücher Die Ära Bülow (1922) und Aus dem Leben des Fürsten Philipp zu Eulenburg-Hertefeld (1923 und 1924). Noch in den 1920er Jahren hielt Haller Vorlesungen zur neueren und neuesten Geschichte. Seine Tübinger Vorlesungen galten als „Erlebnis“. Für Theodor Eschenburg, Student in Tübingen ab 1924, war Haller „der hervorragendste Kathederredner“, den man in Tübingen hören konnte. Nach einer autobiographischen Notiz von Walter Schlesinger waren es die Vorlesungen Hallers, die ihn dazu veranlassten, den Beruf des Historikers zu wählen. Beliebt war Haller als akademischer Lehrer in Tübingen bei den Deutschbalten, von denen er mehrere in den zwanziger Jahren promovierte. Zu ihnen gehörten Reinhard Wittram, Hellmuth Weiss, Wilhelm Lenz, Albert Bauer, Heinrich Bosse und Gert Kroeger. Auch Helmut Speer und Georg von Rauch gehörten zeitweise zu Hallers Hörern.
Da Hallers 1923 erschienene Epochen der deutschen Geschichte eine Auflage von mindestens 237.000 Exemplaren erreichten, ging es ihm finanziell gut. An der philosophischen Fakultät in Tübingen gehörte er zu den Spitzenverdienern.
Als Tübinger Hochschullehrer engagierte sich Haller besonders in der württembergischen Bildungspolitik. Er nahm einen Bildungsverfall infolge der schon vor dem Ersten Weltkrieg durchgeführten Schulreformen wahr. Die Gleichsetzung von humanistischem Gymnasium, Realgymnasium und Oberrealschule lehnte er ab. Nach seiner Ansicht konnte nur das humanistische Gymnasium die notwendigen Kenntnisse und Fähigkeiten für ein geisteswissenschaftliches Studium vermitteln. Im Mai 1925 veröffentlichte er in der zum Schwäbischen Merkur gehörenden Schwäbischen Kronik einen Artikel mit der Überschrift „Warnungszeichen im höheren Schulwesen“. Der Artikel erregte große Aufmerksamkeit und erhielt vielfach Zustimmung, aber auch Widerspruch. Haller kritisierte, dass die Politik mit ihrer „dilettantischen Reformerei“ Schulreformen verabschiedet habe, die zu einer kontinuierlichen Niveauverschlechterung bei den Studenten geführt hätten. Haller befürchtete, dass die Universitäten ihre Aufgaben nicht mehr erfüllen könnten, falls diese Reformen nicht bald aufgehalten würden. Das Kultusministerium reagierte mit einer amtlichen Stellungnahme. In der Folgezeit versuchte Haller vor allem, der Universität ein Mitspracherecht in schulpolitischen Entscheidungen zu sichern. Es gelang ihm zu verhindern, dass sich die Schulreformen vollständig durchsetzten. Der Konflikt zwischen Haller und der württembergischen Schulbehörde zog sich noch bis zu seinem Rückzug aus der Debatte im Jahre 1926 hin.
Anlässlich des 450. Jubiläums der Tübinger Universität veröffentlichte Haller 1927 die Darstellung Die Anfänge der Universität Tübingen 1477–1537. Ab 1929 setzte er sich vehement für die Berufung des Althistorikers Richard Laqueur ein. Im Streit um die Besetzung des althistorischen Lehrstuhls stand er im Gegensatz zu einer Gruppe um Adalbert Wahl, die wegen der jüdischen Herkunft Laqueurs die Berufung ablehnte. Infolge dieses Vorgangs war Haller mit Teilen seiner Fakultät zerstritten.
Im Zeitraum 1929–1931 erreichte Haller in mehreren Schreiben an das württembergische Kultusministerium mit Verweis auf seine schlechte gesundheitliche Verfassung die Befreiung von Seminaren und teilweise auch von Vorlesungen. Haller hatte Gallensteine, litt an Gelenkrheuma, hatte Herzbeschwerden und Katarrh. Er musste sich deshalb einem strengen Gesundheitsprogramm unterziehen und regelmäßig zur Kur fahren. Auch das schwierige Verhältnis zu seinen Kollegen bewog ihn dazu, um seine Emeritierung zu bitten, die dann 1932 erfolgte. Die rechtswissenschaftliche Abteilung der rechts- und wirtschaftswissenschaftlichen Fakultät der Universität Tübingen verlieh ihm zum Abschluss seines letzten Semesters im Sommer 1932 die Ehrendoktorwürde.
Im Januar 1933 wurde Friedrich Baethgen als Hallers Nachfolger berufen, doch Christian Mergenthaler, der am 15. März 1933 ernannte nationalsozialistische Kultusminister des Landes Württemberg, machte die Berufung gegen den Willen der Fakultät rückgängig, da Baethgen über „keine genügende Gewähr für die Führung des Amtes im nationalsozialistischen Geiste“ verfüge; Heinrich Dannenbauer hingegen werde in Parteikreisen als „unbedingt zuverlässiger Nationalsozialist“ eingeschätzt. Fakultät und Universität bemühten sich vergeblich weiterhin um Baethgens Berufung, das Ministerium setzte zum 1. Juli 1933 Dannenbauer ein. Baethgen machte im August 1933 vor allem Haller für das Scheitern der Berufung verantwortlich: „Nur Haller, der mit der ganzen Universität zerfallen ist, hat seinen Charakter wieder einmal von der übelsten Seite gezeigt und gegen mich intrigiert, nachdem er noch im Winter Dritten gegenüber ausdrücklich erklärt hatte, er freue sich sehr, daß ich sein Nachfolger werde.“ Nach seiner Emeritierung zog Haller nach Stuttgart. Zu seinen bekanntesten Schülern gehörten Heinrich Dannenbauer, Reinhard Wittram und Fritz Ernst.

### Verhältnis zum NS-Regime

#### Publizistik und Briefe
Ein eindeutiges Bild ergibt sich aus den vorliegenden biographischen Informationen über Hallers Verhältnis zum Nationalsozialismus nicht; seine Einstellung wird unterschiedlich interpretiert. Nach Benjamin Hasselhorn war Haller in den 1920er und 1930er Jahren „ein Rechtskonservativer mit deutlicher Affinität zu jungkonservativen Ideen“. Nach Stefan Weiß ist Haller als Bismarckianer zu charakterisieren, der zeitweise dem Irrglauben verfiel, Hitler werde sich als neuer Bismarck entpuppen. Heribert Müller machte bei Haller eine „angewiderte Bewunderung“ für den Nationalsozialismus aus. Nach Hans-Erich Volkmann gehörte Haller zu den Befürwortern des Nationalsozialismus.
Haller gehörte weder der NSDAP noch einer anderen nationalsozialistischen Organisation an. Im Frühjahr 1932 sagte er seine Mitarbeit beim Kampfbund für deutsche Kultur und dessen künftiger Zeitschrift Volk und Kultur zu. Im April 1932 stimmte er bei der Landtagswahl in Württemberg für die NSDAP. Haller unterschrieb zusammen mit 41 Professoren einen Aufruf des Kampfbundes für deutsche Kultur zum Aufbau eines vor dem drohenden Kulturbolschewismus geretteten neuen deutschen Geisteslebens. Der Aufruf wurde am 30. April 1932 im Völkischen Beobachter veröffentlicht. Am 27. Juli 1932 unterschrieb Haller eine „Erklärung deutscher Universitätslehrer“, die im Völkischen Beobachter, der Tübinger Lokalpresse und auch in Österreich erschien. 51 Hochschullehrer bekannten dabei, dass sie „von der nationalsozialistischen Führung im Staat die Gesundung unseres ganzen öffentlichen Lebens und die Rettung deutschen Volkstums […]“ erwarteten. Neben Haller hatten mit Helmut Göring und Günther Franz lediglich zwei weitere Historiker unterschrieben. So kurz vor der Reichstagswahl vom 31. Juli 1932 kam dies einem Wahlaufruf zugunsten der NSDAP gleich.
In der zweiten Hälfte des Jahres 1932 ging Haller jedoch auf Distanz zur NSDAP. Am 17. September 1932 entschied er sich gegen eine weitere Mitarbeit beim Kampfbund für deutsche Kultur. Er begründete dies damit, dass sich die Partei für die „proletarische Richtung“ entschieden habe. Eine vom Nationalsozialistischen Deutschen Studentenbund im Herbst 1932 vorformulierte „Erklärung deutscher Universitäts- und Hochschullehrer“ unterzeichnete Haller nicht, da er sich „in der Beurteilung der in der nationalsozialistischen Bewegung führenden Personen geirrt“ habe. Nach Heribert Müller waren der Terror der Nationalsozialisten mit 300 Toten und 1200 Verletzten und die Einsicht, dass sie sich nicht in das Geflecht konservativer Machtträger integrieren ließen, für diese Entscheidung ausschlaggebend. Hans-Erich Volkmann meinte, für Haller sei die rassistische Grundkomponente der nationalsozialistischen Weltanschauung weniger wichtig gewesen als die von ihm befürchtete Proletarisierung. Den Professorenaufruf am Tag vor der Reichstagswahl vom 6. November 1932 unterschrieb Haller ebenfalls nicht mehr. Am 29. Januar 1933, einen Tag vor der „Machtergreifung“ Adolf Hitlers, äußerte er in einem Brief seine Bedenken. Nach seiner damaligen Sicht wäre „eine nationalsozialistische Regierung ein höchst gewagtes Experiment, das uns teuer zu stehen kommen würde“.
Durch den ehemaligen Tübinger Stadtpfarrer lernte Haller den württembergischen Landesbischof Theophil Wurm kennen. Haller zeigte sich beeindruckt von Wurms Einsatz für die „Bekennende Kirche“ und seinem Kampf gegen die vom Regime unterstützte „Glaubensbewegung Deutscher Christen“. Am 28. November 1935 gab Haller eine eigene Stellungnahme zum Kirchenkampf ab, die nach Benjamin Hasselhorn zumindest im Bekanntenkreis verschickt wurde. Er warnte die nationalsozialistische Regierung davor, „auf das kirchliche Gebiet hinüberzugreifen“. Es sei ein Irrtum, dass die „gewaltsam erzwungene konfessionelle Einheitlichkeit“ den Staat stärke.
Trotz seiner Skepsis gegenüber dem Nationalsozialismus hielt Haller lange an der Vorstellung fest, Hitler könne ein „neuer Bismarck“ werden. Nach dem Wahlerfolg der NSDAP im März 1933 veröffentlichte er unter dem Titel „Zum 1. April 1933“ einen Artikel in der Stuttgarter Süddeutschen Zeitung. Dort verband er einen euphorischen Nekrolog für Bismarck mit einer schonungslosen Abrechnung mit dessen Nachfolgern im kaiserlichen Deutschland. Die Politiker der Weimarer Republik beschuldigte Haller des Verrats an der bismarckschen Reichsidee und der nationalen Sache. Zugleich äußerte er die Hoffnung, dass Hitler Bismarcks „Erbe, sein Fortsetzer, ja will’s Gott, der Vollender seines Werkes“ werde. Haller hoffte dabei auf eine Rückkehr zum Bestreben Bismarcks, „der deutschen Nation den Platz unter den Mächten zu erringen, der ihr zukommt, ihr die Sicherheit zu verschaffen, derer sie bedarf, um in Frieden leben und arbeiten zu können.“ In einem Brief vom Mai 1933 an seinen ältesten Sohn Hans Jakob Haller bewunderte er Hitler als großen Staatsmann. In einer weiteren Neuauflage der Epochen von 1939 würdigte Haller ausführlich den Nationalsozialismus. Im letzten Kapitel urteilte er, die nationalsozialistische Regierung habe ihre wesentlichen politischen Ziele erreicht, die „Unterdrückung des Kommunismus, Beseitigung der Arbeitslosigkeit und Wiederherstellung von Deutschlands Ehre und Freiheit“. Nach Hans-Erich Volkmann war dieses letzte Epochen-Kapitel von 1939 „nach Inhalt und Umfang ein Kotau gegenüber Adolf Hitler“.
Ganz oben auf der Liste des hallerschen Revisionsbegehrens stand nach Hans-Erich Volkmann die „Zerschlagung des polnischen Staates“. Die Niederwerfung Polens war für Haller nicht nur Genugtuung für erlittene Demütigung, sondern auch Fortsetzung bismarckscher Außenpolitik. Der militärische Erfolg Deutschlands über Frankreich im Zweiten Weltkrieg löste bei Haller Begeisterung aus. Er schrieb im Januar 1940 den Erfolg vor allem „Hitlers genialer Strategie“ zu. Daraufhin plante Haller auch eine Neuauflage seiner Epochen der deutschen Geschichte. Im Jahre 1940 erhielt er zum 75. Geburtstag neben der „vom Führer“ verliehenen Goethe-Medaille für Kunst und Wissenschaft den Charlotten-Kriegsorden und eine Festschrift. Haller galt zu diesem Zeitpunkt als bedeutender Gelehrter. Otto Riethmüller erklärte ihn „zum politischen Erzieher ersten Ranges“.
Hallers Briefe zeigen einen schlechten Informationsstand und offenbaren zahlreiche Fehleinschätzungen der militärischen Situation. Im Juli 1941 zeigte er sich in einem Privatbrief sehr siegesgewiss: „Besiegt können wir nicht mehr werden.“ Trotz erster militärischer Rückschläge zum Jahresende 1941 hielt er in seinen brieflichen Äußerungen an Hitler als Militärstrategen fest. Am 21. Februar 1943 und damit einige Wochen nach der Niederlage der 6. Armee in der Schlacht von Stalingrad äußerte er sich jedoch pessimistisch über einen für Deutschland positiven Ausgang des Krieges. Mit öffentlichen Äußerungen hielt er sich nach der Niederlage von Stalingrad zurück. Den Attentatsversuch vom 20. Juli 1944 gegen Adolf Hitler bezeichnete Haller in einem Brief an seinem ältesten Sohn Hans Jakob Haller als „unbegreifliche Torheit und darum als Verbrechen an der Nation“. Haller befürchtete eine politische Verschiebung des Regimes nach links.
Die Nationalsozialisten wollten trotz seines ambivalenten Verhältnisses zu ihrer Ideologie keineswegs auf ihn verzichten. In der NS-Bibliographie des Jahres 1939 wird dies folgendermaßen ausgedrückt: „Wir aber sind verpflichtet, auch wenn er nicht will, seine Ergebnisse für unsere Erkenntnisse auszuwerten“. Die Gestaltung der Neuauflagen seiner Epochen gab den Nationalsozialisten auch wenig Anlass zur Annahme, Haller sei ein Gegner Hitlers. Im April 1942 war er anlässlich der Feiern des 1200. Geburtstags Karls des Großen nach Paris als Redner eingeladen. Den Vortrag lehnte er mit Verweis auf sein Alter und seine prekäre gesundheitliche Situation ab. Im Jahre 1943 versuchte das Propagandaministerium, Haller für Rundfunkbeiträge über deutsche Geschichte zu gewinnen. Zugleich lief ein Ehrengerichtsverfahren gegen Otto Haendle, den Schriftleiter des Stuttgarter Tagblattes, weil Haller sich darin kritisch gegen Wolfgang Liebeneiners 1942 im Kino gezeigten Film Die Entlassung ausgelassen hatte. Auch Liebeneiners „Bismarck“, einen nationalsozialistischen Propagandafilm, fand Haller misslungen.

#### Forschung und Wissenschaftsbetrieb
Nach Benjamin Hasselhorn ging Haller in die innere Emigration, indem er sich nicht mehr politischen Fragen, sondern nur noch wissenschaftlichen Aufgaben widmete. Haller konzentrierte sich auf die schon länger geplante Geschichte des Papsttums. Der erste Band dieser Darstellung erschien 1934. Im Vorwort bestritt er jedes Interesse an der Gegenwart und Zukunft. Seine Darstellung solle nur der Erkenntnis dienen.
Benjamin Hasselhorn und Heribert Müller sehen Hallers Einfluss als entscheidenden Impuls für die Bestrebungen seines akademischen Schülers Heinrich Dannenbauer, die Wissenschaft gegen die nationalsozialistische Vereinnahmung zu verteidigen. Haller riet im Sommer 1934 Dannenbauer, „keine Allotria mehr zu betreiben“ und als Hochschullehrer Distanz von der Politik zu nehmen. Er solle sich ganz auf die strengen Regeln der wissenschaftlichen Arbeit besinnen und seine Tübinger Antrittsvorlesung so wissenschaftlich wie möglich halten. Dannenbauer hob in seiner am 15. November 1934 gehaltenen Antrittsvorlesung über Germanisches Altertum und deutsche Geschichtswissenschaft und in einem öffentlichen Vortrag in Stuttgart 1935 die Bedeutung der römischen Antike und des Christentums für das abendländische Mittelalter hervor. Zugleich wandte er sich gegen eine Heroisierung der germanischen Rasse. Dannenbauer bekannte sich zu einer voraussetzungslosen Wissenschaft. Die Veröffentlichung von Dannenbauers Antrittsvorlesung löste eine gegen ihn gerichtete Pressekampagne aus.
Haller wandte sich mehrmals gegen das nationalsozialistische Wissenschaftsverständnis. Er sprach sich in einem im November 1934 in Münster gehaltenen und 1935 gedruckten Vortrag „Über die Aufgaben des Historikers“ für das „historistische“ Wissenschaftsverständnis aus. Er positionierte sich gegen die von Walter Frank vertretene Neugestaltung der deutschen Geschichtswissenschaft als „kämpfende Wissenschaft“, die an die Seite der Politik treten solle. Der führende NS-Ideologe Alfred Rosenberg stilisierte Karl den Großen zum „Sachsenschlächter“ und dessen sächsischen Gegner Widukind zum „Ahnherrn“ des Nationalsozialismus. Haller versuchte, die Leistungen Karls aufzuwerten, und hob den friedlichen Verlauf der Bekehrung Widukinds hervor. Adolf Hitler sprach sich letztlich gegen eine Negativbewertung Karls des Großen aus. Im Gegensatz zu Hermann Aubin knüpfte Haller in den 1920er und 1930er Jahren nicht an eine ethnisch begründete Volksgeschichte an. Er orientierte sich an der deutschen „Nation“ und deren machtstaatlicher Ausprägung. Karl Alexander von Müller ersuchte Haller im Dezember 1936 um ein Gutachten für die angestrebte Ernennung von Kleophas Pleyer zum außerordentlichen Professor. Pleyer gehörte zu Hallers ehemaligen Schülern und war ein sudetendeutscher Nationalsozialist. Haller lehnte ab und begründete dies damit, dass sein „Urteil mit den Voraussetzungen, nach denen in solchen Fällen an maßgebender Stelle entschieden wird, nicht in Einklang steht“.
Benjamin Hasselhorn sieht Hallers Ablehnung völkischer Wissenschaftskonzepte als Beleg für die 1967 von Karl Ferdinand Werner vertretene These einer Widerstandsfähigkeit der deutschen Historiker gegen nationalsozialistische Gleichschaltung. Die neuere Forschung ist dagegen zu differenzierteren Einschätzungen gekommen. Peter Schöttler hatte bereits in den 1990er Jahren eine Vielzahl an deutschen Historikern ausgemacht, die das NS-Regime in ihren Schriften bejubelten. Jürgen Elvert (2002) kam zum Schluss, dass sich etwa vierzig Prozent der Historiker zur offenen Kooperation entschlossen, etwa die gleiche Zahl habe sich mit dem NS-System arrangiert und nur eine Minderheit habe eine „kritische Haltung gegenüber dem NS-System“ eingenommen.

### Letzte Lebensjahre

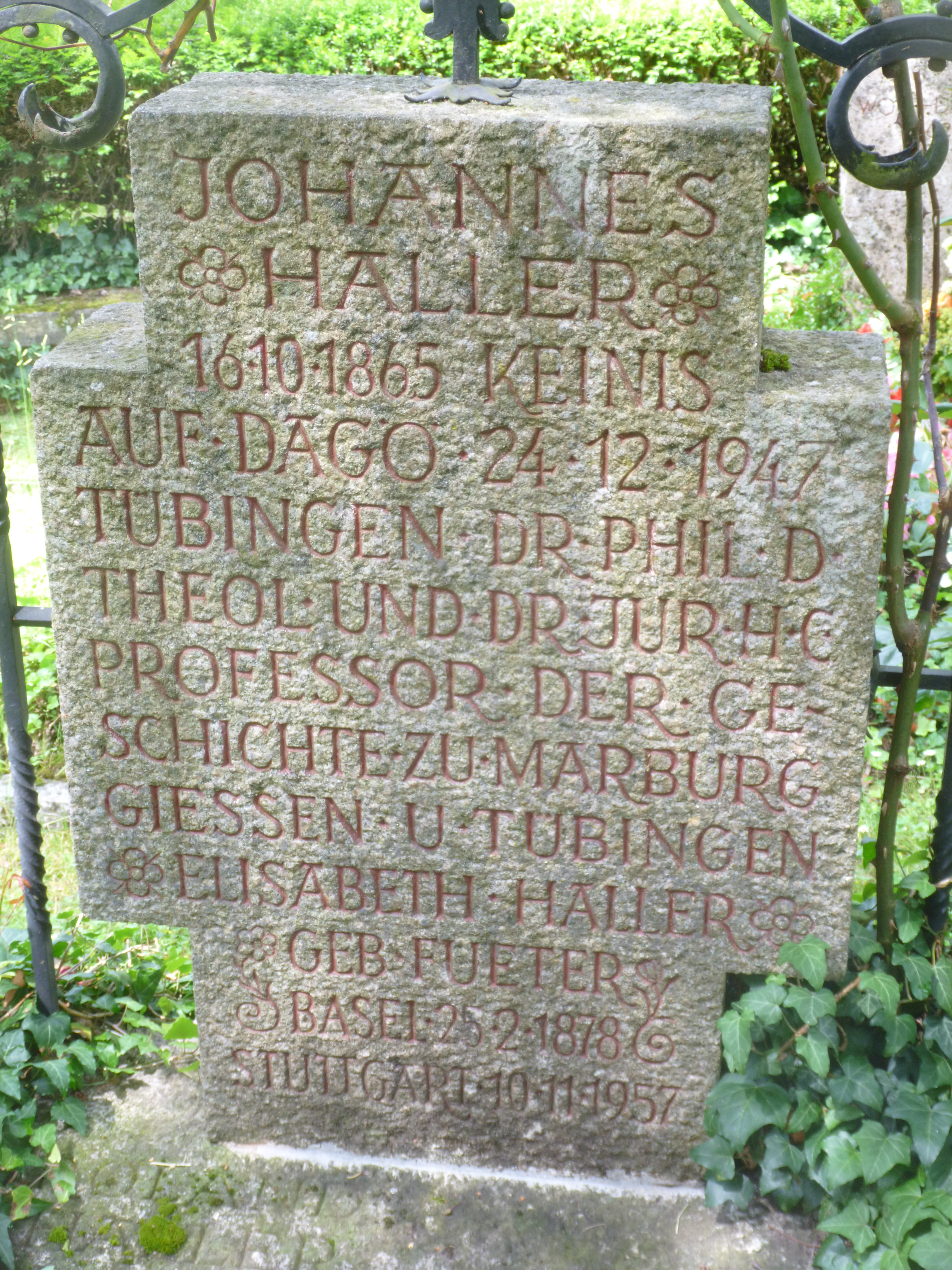
Johannes Hallers Grab auf dem Stadtfriedhof Tübingen

Im Februar 1944 wurde das Haus Hallers teilweise beschädigt. Wegen der Bombardierung floh er aus Stuttgart zu Bekannten in das Elsass. Im Herbst 1944 kehrte die Familie nach Tübingen zurück. Dort erlebte Haller am 19. April 1945 den Einmarsch französischer Soldaten und das Kriegsende. Zwischen April und August 1945 musste er zweimal die Einquartierung französischer Soldaten in seinem Haus erdulden. Amerikanischen Informationsoffizieren erklärte Haller im Juli 1945, dass die „Machtergreifung“ von 1933 erforderlich gewesen sei, „um vor dem kommunistischen Massenaufstand bewahrt zu bleiben“.
Angesichts kriegsfolgenbedingter Probleme im Lehrbetrieb unterbreitete Haller das Angebot, mit einer Einführungsveranstaltung in das „Studium der Quellen mittelalterlicher Geschichte“ an der Universität Tübingen auszuhelfen. Der Vorschlag wurde von der philosophischen Fakultät begrüßt, jedoch vom Staatssekretariat abgelehnt. Benjamin Hasselhorn vermutet für diese Entscheidung politische Bedenken gegen Haller, der vor allem wegen seiner Epochen der deutschen Geschichte als politisch belastet galt. Die Benutzung der Epochen wurde im Dezember 1945 in einem Erlass für die Sonderlehrgänge zur Erlangung der Hochschulreife ausdrücklich verboten. Doch schon 1950 erschien die Darstellung in einer „gereinigten“ Fassung. Der Hinweis auf den „kommenden Tag“ und das Führerlob entfielen. Der Text beruhte wesentlich auf der Erstausgabe von 1923.
In seinen letzten beiden Lebensjahren befasste sich Haller mit religiösen und geschichtsphilosophischen Themen. In seinen Lebenserinnerungen verwies er „auf den engen Zusammenhang der Ereignisse von 1933 bis 1945 mit denen von 1918 bis 1933“. Die Zeit der Weimarer Republik beschrieb er als „machtlos“ und „ehrlos“, Deutschland sei „seelisch zu Boden getreten“ und „wirtschaftlich zu Grunde gerichtet“ worden. Er trennte „Schuld im geschichtlichen Sinne“ von der „moralischen Schuld“ und war überzeugt, „daß die einzige wirkliche Schuld auf die fällt, die das, was geschah, hätten verhindern können, in erster Linie also auf die, die sich zwischen 1918 und 1933 in der Regierung des Reiches ablösten und in ihrer Unfähigkeit es dahin kommen ließen, daß ein landfremder Abenteurer, das war Adolf Hitler, […] als gottgesandter Retter begrüßt werden konnte“. Auch sich selbst zählte er „zu denen, die auf ihn ihre letzte Hoffnung setzten“. Für Haller war dies aber ein „Sprung ins Dunkle“. Aus der Rückschau beschrieb er Hitler nur noch als „Österreicher der Deutschland nicht einmal kannte“. Das deutsche Volk sei von Hitler getäuscht und verführt worden. Die Entwicklung Deutschlands beschrieb er als „Schicksal“, „Tragödie“ und „verweigerte Gnade“. Nach 1945 verglich er die Geschichte mit einer Naturkatastrophe. Die gedankliche Nähe des Begriffes „Katastrophe“ zum Passiven, zum Ausgeliefert-Sein und zu Sturm, Erdbeben oder Überschwemmung wurde auch von anderen Historikern wie Friedrich Meinecke und Hans Freyer verwendet. Neben seinen Lebenserinnerungen verfasste Haller eine Studie über Dante, die aber erst 1954 erschien. Im Alter von 82 Jahren starb er am Heiligen Abend des Jahres 1947 in Tübingen.

## Wirken
Haller legte in den mehr als fünf Jahrzehnten seines Wirkens mehr als 100 Veröffentlichungen vor. Die Arbeiten sind thematisch weit gefächert und erstrecken sich vom Eintritt der Germanen in die Geschichte über die Entstehung des Kirchenstaates bis hin zur Ära Bülow. Bereits in seinen frühen Jahren wurde Hallers thematische Spannweite deutlich. Er befasste sich sowohl mit Fragen der Vorgeschichte des Wormser Konkordats als auch der Thronbesteigung Katharinas I.

### Kirchen- und Papstgeschichte
Haller gilt als Gründungsvater der kritischen Forschung zum Basler Konzil (1431–1449). Als alleiniger Bearbeiter der vierbändigen Edition der Quellen des Konzils schuf er für die Erforschung der spätmittelalterlichen Konzilsgeschichte bleibende Grundlagen. Seine Quelleneditionen würdigte Johannes Helmrath als Pionierleistung. Haller stellte einen Zusammenhang zwischen Basler Konzil und Reformation her. Nicht durchgesetzt hat sich seine Sichtweise, dass der deutsche Weg geradezu von „Basel nach Wittenberg und Worms“ führe. Seine 1903 veröffentlichte Darstellung Papsttum und Kirchenreform reichte bis zur Wende des 14. und 15. Jahrhunderts und ging nach eigenem Bekunden „aus Studien über das Konzil von Basel“ hervor. Ein von Haller geplanter zweiter Band kam nicht mehr zustande.
Ab den 1930er Jahren arbeitete Haller vor allem im Bereich der Papstgeschichte. In den Jahren 1934, 1942, 1939 und 1945 veröffentlichte er die vierbändige Darstellung Das Papsttum. Idee und Wirklichkeit. Dabei lag der Schwerpunkt im hohen Mittelalter. Horst Fuhrmann zählte Hallers Werk neben denen von Franz Xaver Seppelt und Erich Caspar zu den großen Einzelleistungen der deutschen Papstgeschichtsschreibung der letzten Jahrzehnte. Es gilt unter den Papstgeschichtsschreibungen stilistisch als Meisterleistung. Mit dem 1934 erschienenen ersten Band wollte Haller im Gegensatz zu Seppelt keine Geschichte der Päpste schreiben, sondern das Papsttum als überpersönliche Erscheinung zeigen. Er vertrat die These, dass die Idee des Papsttums als „Produkt der religiösen Einstellung der Germanen gegenüber dem heiligen Petrus und seinem irdischen Stellvertreter entstanden“ und speziell von den Angelsachsen ausgebildet worden sei. Diese Sichtweise hat sich in der Fachwelt nicht durchgesetzt. Caspars Werk wurde im Vergleich zu Hallers Darstellung von Friedrich Kempf und Walter Ullmann größerer Tiefgang und eine stärkere Reflexion bescheinigt. In seiner Habilitation würdigte Sebastian Scholz Hallers mehrbändige Papstgeschichte als eine „glänzend geschriebene“ Darstellung, jedoch sei sie von ihrer Konzeption her „weniger vielschichtig“ als Caspars Werk.

### Tätigkeit als Kriegspublizist
Im Ersten Weltkrieg entwickelte sich eine vielfältige Kriegspublizistik, an der sich etwa die Hälfte aller mediävistischen Lehrstuhlinhaber in Deutschland beteiligte. Professoren verfügten jedoch in aller Regel nicht über zuverlässigere Informationen oder eine bessere Beurteilungsfähigkeit der Kriegssituation als weniger Gebildete.
Haller gehörte schon nach kurzer Zeit zu den produktivsten Kriegspublizisten des Reiches. Er allein verfasste ein Drittel aller einschlägigen Artikel der Tübinger Professoren. In seiner ersten nachweisbaren Stellungnahme vom August 1914 verteidigte er die italienische Neutralität. Für Deutschland sei die neutrale Haltung vorteilhaft, da durch eine Parteinahme Italiens für die Mittelmächte neue Fronten entstehen würden, wo man derzeit freie Handels- und Versorgungswege habe. Im September 1914 verfasste Haller das Konzept für den Aufruf Die Universitäten des deutschen Reiches an die Universitäten des Auslands, der von 22 deutschen Universitäten unterstützt wurde. Im Text geht es um die Zurückweisung der Vorwürfe aus dem Ausland, die als „Feldzug systematischer Lüge und Verleumdung […] gegen das deutsche Volk und Reich“ bezeichnet werden. Die deutschen Universitäten wandten sich an die ausländischen Universitäten und forderten sie auf, das deutsche Volk und Heer im Ausland gegen den Vorwurf „barbarischer Grausamkeit und sinnloser Zerstörungswut“ in Schutz zu nehmen.
In der Kriegszieldiskussion kam es zum Bruch mit Friedrich Meinecke. Von 1905 bis 1914 hatten die beiden freundlichen Briefkontakt, der mit Kriegsbeginn endete. Haller und Meinecke unterschieden sich sowohl in ihren politischen Ansichten als auch in ihrer methodischen Arbeitsweise. Haller befürwortete einen Frieden mit Annexionen, Meinecke einen ohne Gebietsgewinn. Haller trat gegen einen Verständigungsfrieden ein. Er organisierte eine Unterschriftensammlung, als 1917 die Reichstagsfraktionen des Zentrums, der Sozialdemokratie und der Fortschrittlichen Volkspartei für einen Verständigungsfrieden warben. An der Unterschriftenaktion beteiligten sich etwa 900 Hochschullehrer. Meinecke reagierte auf die von Haller initiierte Erklärung deutscher Hochschullehrer gegen die Friedensresolution des Reichstages mit einer Gegenerklärung, die sich gegen die „Gegner eines Verständigungsfriedens“ richtete. Nach dem Krieg wurde Meinecke ein „Vernunftrepublikaner“, Haller lehnte die Weimarer Republik kategorisch ab. Aus Protest veröffentlichte Haller zwischen 1914 und 1939 auch nicht mehr in der von Meinecke herausgegebenen Historischen Zeitschrift. Anlässlich der Veröffentlichung von Meineckes Memoiren im Jahre 1942 bezeichnete Haller ihn als seinen „Todfeind: ein eiskalter, hochmütiger und schließlich verbissen gehässiger Mensch“. Haller hielt lange an der Überzeugung fest, dass zumindest ein relativer Sieg für das deutsche Reich möglich sei. Er beteiligte sich an Projekten zur Stärkung des Durchhaltewillens im deutschen Volk. So trat Haller 1917 in die von Alfred von Tirpitz und Wolfgang Kapp gegründete Vaterlandspartei ein. Später behauptete er jedoch, er habe seit Herbst 1915 nicht mehr an einen für Deutschland positiven Ausgang geglaubt.
Ab 1916 verlagerte sich Hallers Schwerpunkt in der Kriegspublizistik auf den Krieg im Osten. Ihm ging es in seinen Vorträgen und Artikeln darum, einer deutsch-russischen Freundschaft entgegenzuwirken und die Bedeutung der baltischen Frage hervorzuheben. Nach Haller mussten Russlands außenpolitische Interessen zwangsläufig Konflikte mit Deutschland erzeugen. Die Werbung um eine deutsch-russische Freundschaft sei nur „durch Unwissenheit, Urteilslosigkeit, Mangel an innerer Unabhängigkeit“ zu erklären. Sein Gegner in der kriegspublizistischen Arbeit war Otto Hoetzsch, der für eine Verständigung mit Russland eintrat, die er als wichtigste Voraussetzung für einen Sieg gegen die Westmächte bezeichnete. Dem Russlandbild Hoetzschs setzte Haller seine Vorstellung vom tatarisch-asiatischen Wesen des russischen Volkes entgegen. Nach Haller drohte der russisch-asiatische Expansionismus auf Europa überzugreifen. Wer diese Gefahr verkenne, sei selbst als „russische Gefahr im deutschen Hause“ zu bekämpfen. Haller warf Hoetzsch 1917 vor, die Rolle eines „russische[n] Kronanwalt[s]“ einzunehmen.
In der baltischen Frage verwies Haller auf die Bedeutung des Baltikums. Strategische Bedeutung habe die Ostsee, um deren Herrschaft sich Deutschland und Russland stritten. Dort werde sich entscheiden, ob Deutschland ein „Weltvolk“ bleibe oder nicht. Haller warnte vor einem zu frühen Friedensschluss mit Russland, da man dadurch den Einfluss auf das Baltikum verliere. Hallers Bekanntheit brachte ihm Kontakte zur politischen und militärischen Führung. In der Diskussion über die offizielle deutsche Position in der baltischen Frage wurde er als Experte für Russland und das Baltikum befragt. Vor den Friedensverhandlungen von Brest-Litowsk fand am 18. Dezember 1917 eine Besprechung in Bad Kreuznach über Deutschlands Haltung im Hinblick auf das Baltikum statt. Paul von Hindenburg und Haller vertraten die Auffassung, dass das Baltikum unter deutsche Herrschaft gebracht werden müsse. Erfolglos warb Haller im Dezember 1917 brieflich um Hindenburgs Unterstützung für eine Abtrennung Estlands und Livlands von Russland. In einer Denkschrift von Frühjahr 1917, die 20.000 Unterschriften trug, forderte Haller von Reichskanzler Theobald von Bethmann Hollweg vergeblich die Angliederung der baltischen Provinzen an das Deutsche Reich.
Zugleich kam seine Arbeit in der Mediävistik zum Stillstand. War Haller 1912 noch durch eine akribische Quellenstudie zu den Marbacher Annalen hervorgetreten, erschien sein nächster fachwissenschaftlicher Aufsatz über Innozenz III. und das Kaisertum Heinrichs VI. erst im Jahr 1920. Mit seinen Arbeiten in der Kriegspublizistik erhoffte er sich auch ein größeres Publikum, das er mit seinen fachhistorischen Studien nicht hatte. Sein Einsatz in der Kriegspublizistik schadete seinem Ansehen als Wissenschaftler keineswegs. Im Februar 1916 erhielt er vom württembergischen König Wilhelm II. das Wilhelmskreuz. Von der theologischen Fakultät der Universität Gießen wurde ihm im November 1917 die Ehrendoktorwürde verliehen. Im Juni 1917 erhielt er einen Ruf auf den Lehrstuhl für mittelalterliche Geschichte der Universität Straßburg, den er anscheinend ausschließlich aus finanziellen Gründen ablehnte. Eine angesichts der Kriegslage mögliche Abtretung Elsass-Lothringens an Frankreich beeinflusste seine Entscheidung nicht. Von Paul Fridolin Kehr wurde er im April 1917 als Fachberater für die bevorstehende Gründung des Kaiser-Wilhelm-Instituts für Geschichte hinzugezogen. Hallers gestiegenes Ansehen in der Kriegspublizistik war wohl auch für seine Wahl zum Dekan der Philosophischen Fakultät der Universität Tübingen 1916/17 und 1917/18 sowie für seine Wahl zum Rektor für das akademische Jahr 1917/18 ausschlaggebend.
Hallers kriegspublizistisches Engagement wird in der Forschung unterschiedlich beurteilt. Nach Dieter Langewiesche war er einer der „unbelehrbaren Annexionisten“, für Christian Jansen gehörte er zu den „führenden Annexionisten“, Hans Peter Bleuel zählte ihn zu den Wortführern der Annexionisten an Deutschlands Ost- und Westgrenze. Für Benjamin Hasselhorn jedoch gehörte er zu den Moderaten im Lager der Siegfriedenspartei. Er sei für einen gütlichen Ausgleich im Westen eingetreten und habe lediglich im Osten größere Gebietserweiterungen befürwortet.

### Zeithistorische Forschung

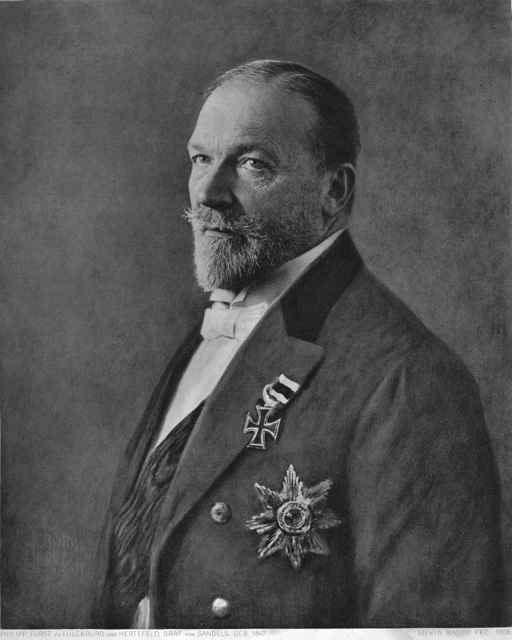
Philipp Fürst zu Eulenburg und Hertefeld, 1906

Die ersten Jahre der Weimarer Republik widmete sich Haller der zeithistorischen Forschung. Durch den ihm seit Studienzeiten bekannten Jakob von Uexküll war im Sommer 1915 der Kontakt mit Philipp zu Eulenburg-Hertefeld zustande gekommen. Im September 1918 erklärte sich Haller bereit, die Korrespondenz Eulenburgs nach dessen Tod zu veröffentlichen. Bis zum Tod Eulenburgs 1921 pflegte Haller mit dem ehemaligen Vertrauten Kaiser Wilhelms II. intensiven Briefkontakt. Eulenburg hatte sich nach einem öffentlich ausgetragenen Skandal um seine Homosexualität aus der Politik zurückgezogen. Mit seinen beiden Veröffentlichungen unternahm Haller einen Rehabilitierungsversuch Eulenburgs. Haller wandte sich gegen die im Rahmen des Skandalprozesses erhobenen Vorwürfe und gegen die Sichtweise, Eulenburg habe einen schlechten politischen Einfluss auf den Kaiser ausgeübt.
Seine umfangreichste zeithistorische Schrift war das 1922 erschienene Werk Die Ära Bülow. In dieser Studie rechnete er mit der Politik des ehemaligen Reichskanzlers Bernhard von Bülow ab. Haller warf Bülow eine verfehlte Außenpolitik vor, die bei seinem Abgang einem verhüllten „Bankrott“ gleichgekommen sei, der nach 1909 immer „offenkundiger wurde […], bis er im Juli 1914 sich nicht länger verheimlichen ließ. Nichts anderes war ja der Ausbruch des Ersten Weltkrieges als das Bekenntnis, daß unsere Politik am Ende ihrer Weisheit angelangt sei“. Haller sprach aber auch von „Einkreisung“ durch die Entente und sah „den deutsch-russischen Krieg für eine weltgeschichtliche Notwendigkeit“. Schon 1917 machte Haller in den Süddeutschen Monatsheften seine Abneigung gegen Bülow deutlich und benannte einen deutschen Anteil an der Verantwortung für den Ersten Weltkrieg.

### Prägung des Mittelalterbildes der Deutschen
Im 19. Jahrhundert bewirkte das eigene „Leiden an mangelnder Staatlichkeit“, dass in der bürgerlichen Geschichtswissenschaft das hochmittelalterliche Reich als nationaler deutscher Einheitsstaat glorifiziert wurde. Nach dem Untergang der Monarchie 1918 und dem als demütigend empfundenen Versailler Vertrag rückte die Geschichte des mittelalterlichen deutschen Königtums noch stärker in den Fokus des allgemeinen Interesses. Die Beschäftigung mit ihr sollte die Identität des Reiches bewahren und Fehlentwicklungen korrigieren, die der Republik angelastet wurden. Haller knüpfte in seinen Werken Die Epochen der deutschen Geschichte und Das altdeutsche Kaisertum an die vorherrschenden Geschichtsbilder aus dem 19. und frühen 20. Jahrhundert an. Diesen zufolge war das Reich der Ottonen, Salier und Staufer überaus mächtig in Europa. Mit der ihm eigenen Wortgewalt und suggestiven Argumentationskraft trug Haller wesentlich zur weiteren Verbreitung dieses Geschichtsbildes bei. Er rühmte die deutsche Kaiserzeit des Mittelalters als Glanzzeit der Geschichte des deutschen Volkes. Das Reich unter den Ottonen und frühen Saliern verstand er als stärksten Machtfaktor Europas. In diesem Rahmen wurden die mittelalterlichen Kaiser entweder als Helden oder als Versager in einer Fortschritts- und Modernisierungsgeschichte bewertet. Als ersten Wendepunkt deutete Haller den Investiturstreit. Nach dem Tod Heinrichs III. habe „das Kaisertum, das eben noch auf der Höhe gestanden und die stolzeste Zukunft vor sich offen gesehen“ habe, „einen Kampf um sein Dasein“ führen müssen. Die weiteren Herrscher hätten nur noch am „Leitseil der Kirche“ gehangen. So sei der erste Staufer Konrad III. eine „durch und durch unselbständige Natur und der Kirche aus innerem Bedürfnis rückhaltlos“ ergeben gewesen. Erst mit dem Herrschaftsantritt Friedrich Barbarossas habe das deutsche Kaisertum wiederum zur Vormacht in Europa werden können. Den Höhepunkt erreichte das Reich demnach unter Heinrich VI. Seit der Doppelwahl von 1198 habe es zunehmend den Anschluss an die anderen europäischen Mächte verloren. Als Hauptschuldige für den Machtzerfall des Reiches im Mittelalter machte Haller die Großen aus. Im Jahr 1923, als die Erstauflage seiner Epochen erschien, lag Deutschland nach Hallers Urteil so tief wie nie am Boden. Haller drückte im Vorwort seine Hoffnung aus, „daß aus dem Elend der Gegenwart eine bessere Zukunft hervorgehen muß, und daß ein neues Geschlecht mit neuer Kraft auch der deutschen Geschichte ihren Sinn wiedergeben wird. So verstehe ich das Leitwort, das ich dem Titel beigebe: Der Tag wird kommen!“ Im März 1939 erschien eine weitere Auflage der Epochen der deutschen Geschichte. Diese Darstellung schloss Haller mit den Worten ab: „Was Glaube und Hoffnung war, ist Wirklichkeit geworden, der Tag ist gekommen!“ Für Karl Ferdinand Werner war Hallers Darstellung mit seiner heroisch-machtpolitischen Sichtweise eine „Fibel zur Macht“.

### Arbeiten zur französischen Geschichte
Heribert Müller hat gezeigt, wie sich in Hallers frühen mediävistischen Arbeiten die vermeintliche politische und militärische Gefahr durch Frankreich widerspiegelt. Nach Müller war Hallers politisches Denken von einem Zweifrontendruck auf das Reich bestimmt. In den Epochen der deutschen Geschichte wurde der Kampf des deutschen Reiches „nach zwei Fronten“ geradezu ein Leitmotiv der Darstellung: Im Westen mit Frankreich der immerhin bewunderte „Erbfeind“ und mit Polen der zutiefst verachtete „Erbfeind der Deutschen im Osten“. Haller entwickelte dabei eine Kulturträgertheorie. Er propagierte deutsche Ostarbeit als kulturelle Verpflichtung. Der „Beruf des deutschen Volkes“ habe „in der Zivilisierung seiner östlichen Nachbarn“ gelegen.
Im Jahr 1930 und damit in der Spätphase seines Wirkens legte er mit Tausend Jahre deutsch-französischer Beziehungen eine umfangreiche Darstellung der französischen Geschichte vor. Im Vorwort betonte Haller, dass er mit diesem Werk keine „gelehrte Forschung“ betreiben, sondern die Geschichte Deutschlands und Frankreichs erstmals in ihrem „inneren Zusammenhang“ aufzeigen wolle. Das deutsch-französische Verhältnis fasste Haller als „Schicksalsgemeinschaft“ auf. Frankreich war für ihn der aktive, zur „Weltherrschaft“ strebende Part, Deutschland nahm in der tausendjährigen Geschichte ihrer Beziehungen hingegen eine passive, nur reagierende Rolle ein. Marc Bloch sprach dem Werk in einer 1935 veröffentlichten Besprechung den wissenschaftlichen Wert ab. Nach Benjamin Hasselhorn hat Haller in dieser Darstellung mehr analytisch argumentiert als propagandistisch. Nach Ernst Schulin konstruierte Haller keine „1000-jährige-Feindschaft“, sondern sah diese erst seit dem späten 17. Jahrhundert. Seine Bewertungen sind deutlich differenzierter als die anderer Beurteiler in der Zeit der Weimarer Republik. Heribert Müller kam zum Fazit, dass Haller den französischen „Erbfeind“ zugleich gehasst und bewundert habe. Nach Müller ist Hallers Darstellung des französischen Mittelalters weitgehend frei von Verzerrungen oder Polemik, seine das Mittelalter betreffenden Einschätzungen behalten auch für die neuere Forschung noch ihre Gültigkeit. Negative Akzente konnte Müller in Hallers Frankreichbild erst für das 15. Jahrhundert ausmachen. Ein zeit- und milieubedingtes Urteil fällte Haller über Frankreichs Haltung im Basler Konzil in seinem Aufsatz von 1901 über die Belehnung Renés von Anjou mit Neapel. Der französische König Karl VII. und seine Berater hätten ein raffiniert-hinterhältiges „Doppelspiel“ gegenüber Papst Eugen IV. und dem Basler Konzil betrieben mit dem Ziel französischer Herrschaft über das Königreich Neapel als auch über Avignon als Ort des Unionskonzils. Die Franzosen hätten stets ihre eigentlichen Ziele verheimlicht. Das Gegenstück dazu sei der aufrecht-echte, freiheits- und wahrheitsliebende Deutsche. Diese Interpretation eines Doppelspiels der französischen Diplomatie wurde über Jahrzehnte von anderen Historikern übernommen und konnte erst 1990 von Heribert Müller widerlegt werden. Müller konnte zeigen, dass Gespräche und Eindrücke, Begegnungen und Erfahrungen in Italien und der Schweiz Hallers Sicht auf das Thema „Frankreich und das Basler Konzil“ beeinflusst haben. Ab der Französischen Revolution und Napoleon zeigt Hallers Darstellung nach Müller eine zunehmend distanziert-ablehnende Haltung zu Frankreich.

### Zwischen kollegialer Marginalität und öffentlicher Zentralität
Haller galt als arrogant und exzentrisch. Er neigte in Rezensionen und wissenschaftlichen Kontroversen zu überscharfer Polemik. Paul Fridolin Kehr schrieb im September 1902 an Haller in einem Brief: „Alle Welt hält Sie für einen Krakehler […] oder doch für schwierig.“ Haller hielt sich in seinen Briefen mit vernichtenden Urteilen über Politiker, Fachkollegen und auch Tote nicht zurück. Karl Lamprecht bezeichnete er als „schwindelhaften Fatzke“, dessen „Abtötung“ geboten gewesen sei, Bruno Krusch war für ihn ein „alter Hornochse“, Michael Tangl „in jeder Hinsicht eine Null“. Heinrich Mitteis hielt Haller für einen „altklugen Schwätzer“, Karl Hampe fand er „zu klein und zu sanft“, seine Deutsche Kaisergeschichte „langweilig“ und sein Konradin-Buch „fad“. Bernhard von Bülow sei „ein Pfuscher und Nichtskönner erster Ordnung“, Adolf von Harnack der „Superlativ der geistigen Verflachung“. Bei Arnold Oskar Meyer bedankte er sich im April 1924 brieflich für seine Metternich-Darstellung und nutzte den Brief zugleich für eine pauschale Generalkritik am Buch. Offene Ablehnung zeigte Haller auch gegenüber Gerhard Ritter. Mit ihm führte er eine langjährige Kontroverse um das richtige Verhältnis zu Renaissance und Reformation. Ritter berichtete 1967, dass Haller sein Gegner geworden sei, „weil er tief beleidigt war, daß ich als ganz junger Privatdozent es gewagt hatte, einen Aufsatz des großen Mannes über Reformationsgeschichte zu kritisieren“.
Durch sein konfliktfreudiges Wesen geriet Haller in der Fachwelt zunehmend ins Abseits. Sich selbst schätzte er vielfach als „Outsider“ ein und kultivierte diese Stellung auch. „Ein so eigenwilliger Außenseiter, wie ich es bin“, schrieb er in einem Brief an seine Frau Elisabeth vom 12. August 1929, „kann gar nicht mehr erwarten als geduldet zu werden […] ich stehe nicht an der Spitze, sondern Abseits und das mit Ueberzeugung“. Lediglich mit Personen, die deutlich jünger waren oder einen fachlich anderen Schwerpunkt hatten, blieben Konflikte aus. Dabei war er als Gelehrter von Rang durchaus allgemein akzeptiert. Berufungen an die Universität München lehnte er 1923 und 1925 ab.
Zugleich erreichte Haller mit seinen Büchern ein breites Publikum, das weit über den deutschen Sprachraum hinausging. Durch seine 1923 aus Vorlesungen hervorgegangenen Epochen der deutschen Geschichte stieg er zum Erfolgsautor auf. In der Fachwelt wurde das Werk durchaus wahrgenommen, aber auch wegen „Einseitigkeit“ und „Neigung zur Modernisierung der Probleme“ kritisiert. Auch sein Spätwerk Tausend Jahre deutsch-französischer Beziehungen erlebte eine hohe Auflagenzahl. In der Fachwelt fand es jedoch relativ wenig Beachtung, wobei die kritischen Stimmen überwogen. Viel Anerkennung verschaffte sich Haller auch als akademischer Lehrer. Seine Vorlesungen waren bereits in Marburg sehr beliebt. Mit Eduard Schwartz, Rudolf Smend, Johan Huizinga und Otto Scheel hatte Haller ein kleines Netzwerk von Gelehrten, mit denen er freundschaftlichen Kontakt pflegte.

## Nachwirkung
Haller gehörte keiner wissenschaftlichen Akademie an. Er begründete auch keine Schule im Sinne eines Schülerkreises mit gemeinsamem Forschungsgebiet. Nach seinem Tod wurde er mit recht wenigen Nachrufen bedacht. In Heidelberg ließ Fritz Ernst für seinen akademischen Lehrer Johannes Haller eine akademische Gedenkfeier ausrichten, obwohl Haller mit Heidelberg nie näher zu tun hatte.
Hallers Bild schwankte in der Nachkriegszeit zwischen Kritik und Würdigung. Im September 1949 kritisierte Gerhard Ritter in seinem Eröffnungsvortrag zum Historikertag in München Hallers nationalistischen Grundton in seinen veröffentlichten Vorlesungen über deutsche Geschichte. Über die Neuauflage der Epochen von 1950, die weitgehend auf der Fassung von 1923 beruhte, und ihr überholtes Geschichtsbild empörte sich Ludwig Dehio in der Historischen Zeitschrift. Der Althistoriker Hans Georg Gundel zählte Haller 1957 „zu den bedeutendsten Historikern des 20. Jahrhunderts“. Seine Werke erlebten bis in die 1970er Jahre wiederholt Neuauflagen und prägten das Geschichtsbild von Forschung und Gesellschaft. Im Jahre 1960 veröffentlichte Hallers Schüler Wittram die Lebenserinnerungen seines Lehrers. Im Nachwort bekannte Wittram, „offenkundig gegenständliche Irrtümer“ und zugespitzte Urteile Hallers gekürzt zu haben. Den vierten Teil ließ Wittram komplett weg, „weil er nicht eigentlich Erinnerungen, sondern vornehmlich zeitgeschichtliche Betrachtungen enthält“. In der Presse wurden die Lebenserinnerungen überwiegend positiv besprochen, in der Fachwelt wurde die Art der Redaktion Wittrams kritisiert. Anlässlich von Hallers 100. Geburtstag erschien 1965 eine Jubiläumsausgabe seiner Darstellung Papsttum und Kirchenreform. Der Südwestfunk widmete ihm zu diesem Anlass eine Sondersendung. Dies war zugleich der Höhepunkt der Rezeption Hallers. In der Folgezeit galt er als wissenschaftlich überholt und politisch belastet.
Seit den 1980er Jahren kam die Mediävistik zu zahlreichen neuen Einsichten zum hochmittelalterlichen Königtum. Die Mittelalterforschung erkannte, dass der Gegensatz zwischen monarchischer Zentralgewalt einerseits und Fürsten andererseits für das Verständnis vormoderner Herrschaftsausübung nicht maßgeblich ist. Die Forschung betont vielmehr das Zusammenwirken von König und Fürsten („konsensuale Herrschaft“) als wesentliches Merkmal mittelalterlicher Herrschaft.
Haller ist in der modernen Geschichtswissenschaft weder wegen besonders innovativer Forschungsansätze noch als Klassiker geläufig. In den letzten Jahrzehnten wurde er nur noch im Zusammenhang mit dem Aufstieg des Nationalsozialismus behandelt. Seit den 1990er Jahren begann sich die Geschichtswissenschaft verstärkt mit den Verstrickungen ihrer Vertreter in das „Dritte Reich“ zu beschäftigen. Johannes Haller stand dabei nicht im Mittelpunkt der Diskussion, aber seine publizistische Unterstützung Hitlers im Sommer 1932 wurde festgestellt. Dies verfestigte die Sicht auf Haller als nationalkonservativen Historiker, der zu den intellektuellen Wegbereitern des Nationalsozialismus zu zählen sei. Zum fünfzigjährigen Jubiläum des Deutschen Historischen Instituts in Paris untersuchte ein Kolloquium dessen Ursprünge mit Hilfe eines personengeschichtlichen Ansatzes. Die Biografien der Institutsgründer und ihr Verhältnis zum Nationalsozialismus standen im Blickpunkt. Dabei wurde Johannes Haller in den Kreis der „Gründungsväter“ des Deutschen Historischen Instituts erhoben. Sein Bild von Frankreich und von der französischen Geschichte wurde analysiert.
Eine Biographie galt lange als Forschungslücke. Im Jahr 2014 hat Benjamin Hasselhorn eine Auswahledition mit insgesamt 386 Briefen bzw. Briefpassagen Hallers von etwa 2500 erhaltenen Briefen aus über 70 Jahren vorgelegt und ein Jahr darauf eine biographische Studie über Haller veröffentlicht. Im Anhang der Darstellung findet sich eine Edition des gesamten letzten und vierten Teils der Erinnerungen „Im Strom der Zeit“. Der von Hallers Schüler Wittram noch ausgelassene Teil befasst sich mit den Ursachen und Folgen des Ersten Weltkrieges und enthält auch einige wenige Aussagen über den Nationalsozialismus.

## Schriften (Auswahl)
Ein Schriftenverzeichnis erschien in Benjamin Hasselhorn: Johannes Haller. Eine politische Gelehrtenbiographie. Mit einer Edition des unveröffentlichten Teils der Lebenserinnerungen Johannes Hallers (= Schriftenreihe der Historischen Kommission bei der Bayerischen Akademie der Wissenschaften. Band 93). Vandenhoeck & Ruprecht, Göttingen 2015, ISBN 978-3-525-36084-2, S. 443–447.
Monographien
- Papsttum und Kirchenreform. Vier Kapitel zur Geschichte des ausgehenden Mittelalters. Band 1. Weidmann, Berlin 1903.
- Die Aera Bülow. Eine historisch-politische Studie. Cotta, Stuttgart 1922.
- Die Epochen der deutschen Geschichte. Cotta, Stuttgart u. a. 1923 (zahlreiche weitere Auflagen).
- Das altdeutsche Kaisertum. Union Deutsche Verlagsgesellschaft, Stuttgart 1926.
- Die Anfänge der Universität Tübingen 1477–1537. Zur Feier des 450jährigen Bestehens der Universität. 2 Bände. Kohlhammer, Stuttgart 1927–1929.
- Das Papsttum. Idee und Wirklichkeit. 4 Bände. Cotta, Stuttgart 1934–1945.

Herausgeberschaften
- Concilium Basiliense. Studien und Quellen zur Geschichte des Concils von Basel 4 Bände. Basel 1896–1903.
  - Band 1: Studien und Dokumente zur Geschichte der Jahre 1431–1437. Reich, Basel 1896.
  - Band 2: Protokolle des Concils 1431–1433. Aus dem Manuale des Notars Bruneti und einer römischen Handschrift. Reich, Basel 1897.
  - Band 3: Protokolle des Concils 1434 und 1435. Aus dem Manuale des Notars Bruneti und einer römischen Handschrift. Reich, Basel 1900.
  - Band 4: Protokolle des Concils von 1436. Aus dem Manuale des Notars Bruneti und einer zweiten Pariser Handschrift. Helbing & Lichtenhahn, Basel 1903.